# Stergusa
Stergusa là một chi nhện trong họ Salticidae.